# Aipysurus duboisii
Espèce
Synonymes
- Aipysurus australis Sauvage, 1877
- Pelagophis lubricus Peters & Doria, 1878

Statut de conservation UICN

 LC  : Préoccupation mineure
Aipysurus duboisii est une espèce de serpents de la famille des Elapidae.

## Répartition
Cette espèce marine se rencontre dans l'océan Indien et l'océan Pacifique dans les eaux de l'Indonésie, de la Papouasie-Nouvelle-Guinée, de la Nouvelle-Calédonie et de l'Australie.

## Publication originale
- Bavay, 1869 : Catalogue des Reptiles de las Nouvelle-Calédonie et description d'espèces nouvelles. Mémoires Société linnéenne de Normandie, vol. 15, p. 1-37.